# Superhoney
|  | Denne artikel er oprettet af botten PalnaBot ud fra en ekstern database. Den kan derfor have sproglige fejl eller mangler. Denne skabelon kan fjernes efter kontrol af indholdet. |

Superhoney er en eksperimentalfilm fra 1994 instrueret af Charles Atlas efter manuskript af Charles Atlas, Thomas Hejlesen.

## Handling
Det er råt, det er frækt, det er kitsch, og det er i hvert fald forbudt for børn under 15 år. Det er den amerikanske videokunstner Charles Atlas, der sammen med performancegruppen Exment og bandet Sort Sol har skabt et univers af lige dele overskridelser og humor. Der tisses, hores, myrdes og danses i denne lille spillefilm med højglanspolerede billeder. Det er lowbudget og video, og det er historien om, hvad der skete den aften, hvor vores heltinde mistede sin kæreste til dystre kræfter. En stor, lille film om død og erotik.